# Боман, Мартин
Мартин Боман (чеш. Martin Bohman, 5 апреля 1980, Прага) — чешский бобслеист, разгоняющий, выступает за сборную Чехии с 2005 года. Участник зимних Олимпийских игр в Ванкувере, неоднократный победитель национального первенства, участник многих этапов Кубков Европы и мира, трёх чемпионатов мира.

## Биография
Мартин Боман родился 5 апреля 1980 года в Праге. Активно заниматься бобслеем начал в 2005 году, в качестве разгоняющего прошёл отбор в национальную команду и в декабре дебютировал в Кубке мира, на этапе в австрийском Иглсе занял в четвёрках двадцать пятое место. Следующие три сезона из-за высокой конкуренции не мог закрепиться в основном составе сборной и часто вынужден был выступать на менее значимых второстепенных соревнованиях вроде Кубка Европы. В 2009 году впервые поучаствовал в заездах взрослого чемпионата мира, на трассе американского Лейк-Плэсида финишировал с четвёркой четырнадцатым. Со временем всё чаще стал ездить на крупнейшие международные старты, с экипажем Иво Данилевича на кубковых этапах регулярно попадал в двадцатку сильнейших бобслеистов.
Благодаря череде удачных выступлений удостоился права защищать честь страны на зимних Олимпийских играх 2010 года в Ванкувере, где в составе четырёхместного экипажа пилота Яна Врба расположился в итоге на шестнадцатой строке. В следующем сезоне помимо прочих турниров соревновался на мировом первенстве в немецком Кёнигсзее, был с четвёркой семнадцатым. В 2012 году на чемпионате мира в Лейк-Плэсиде занял тринадцатое место, и это лучшее его достижение на данных соревнованиях.